# إليشا هيوم بروستر
إليشا هيوم بروستر هو محامي وقاضي وسياسي أمريكي، ولد في 10 سبتمبر 1871 في Worthington, Massachusetts ‏ في الولايات المتحدة، وتوفي في 29 أبريل 1946 في سبرينغفيلد في الولايات المتحدة. نشط حزبياً في الحزب الجمهوري. وقد انتخب عضو مجلس نواب ماساتشوستس ‏.